# Іванова Алла Данилівна
Алла Данилівна Іванова (нар. 18 грудня 1906, Валки — пом. 18 липня 1983, Київ) — українська радянська архітекторка і живописець; кандидат архітектури з 1954 року; член Спілки архітекторів УРСР з 1934 року.

## Біографія
Народилася 18 грудня 1906 року в містечку Валках (нині місто у Харківській області, Україна). 1929 року закінчила Харківський художній інститут.
Протягом 1929—1930 років працювала в Урядовій комісії з будівництва нових міст Донбасу; у 1930—1941 роках — у Харкові, в інституті «Діпромісто»; у 1941—1942 роках — у Орському відділенні інституту "Південьдіпроруд; у 1942—1943 рока — в Уфі у «Спецпроектбюро»; у 1943—1944 роках — у Москві, у Резервній спілці радянських архітекторів; у 1944—1948 роках — в Управлінні у справах архітектури Ради Міністрів СРСР; з 1948 року — у Київському науково-дослідному інституті містобудування. Член КПРС з 1962 року. Померла у Києві 18 липня 1983 року.

## Архітектурна діяльність
Серед реалізованих проєктів
- житлові будинки в Харкові (1928–1937);
- забудова міст Горлівки, Слов'янська, Кременчука, Кіровограда (частково, 1930–1937);
- житлові будинки колгоспників у Київській області (1946–1947);
- генеральний план Києва (1966–1967, у співавторстві).

Виконала конкурсний проєкт планування й забудови
- експериментального житлового району в Києві (1960, у співавторстві);
- Труханового та Венеційського островів і прилеглих до них територій (1962).

Праці
- Городские районы усадебной застройки (1952);
- Планировки и застройки городских жилых районов (1953);
- Реконструкция и развитие крупных городов УССР (1974).